# Mariz e Barros (corveta)
Mariz e Barros foi uma corveta encouraçada, ou simplesmente encouraçado, da classe Mariz e Barros operada pela Armada Imperial Brasileira. A embarcação foi originalmente construída para a Marinha do Paraguai, entretanto não foi entregue visto que o país não conseguiu efetuar o pagamento por causa da guerra. O Império do Brasil acabou por adquiri-la em 1865, sendo renomeada para Mariz e Barros em homenagem ao Capitão-Tenente Antônio Carlos de Mariz e Barros, morto em ação.
Mariz e Barros participou de várias batalhas da Guerra do Paraguai, como no ataque do forte de Curupaití em 2 de fevereiro de 1867. No dia 15 de agosto, foi integrado à frota que forçou com sucesso a passagem do forte, em uma ação que durou cerca de duas horas. Auxiliou a esquadra durante a passagem de Humaitá, em 19 de fevereiro de 1868, e quando da abordagem aos encouraçados Cabral e Lima Barros em 2 de março. No fim daquele ano, participou no ataque e transposição do forte de Angostura.
Em 1869, os encouraçados de grande porte, como o Mariz e Barros, não eram mais necessários no conflito e eles foram enviados aos diversos distritos navais da costa brasileira. O encouraçado foi encaminhado para o 2.º Distrito Naval que patrulhava a costa da fronteira entre às províncias do Rio de Janeiro e Espírito Santo até a cidade de Mossoró, no Rio Grande do Norte. Foi desativado em 23 de julho de 1897.

## Características
Mariz e Barros tinha 58,2 metros de comprimento, 11 metros de boca e 2,5 metros de calado. Deslocava 1 196 toneladas longas, possuía um par de motores a vapor com cada um acionando uma hélice. Produziam um total de 600 cavalos de potência indicados que davam à corveta uma velocidade máxima de 17 quilômetros por hora. A embarcação carregava 140 toneladas de carvão, porém não há registro de alcance ou resistência. Era armada com três mastros. Sua tripulação consistia de 125 oficiais e praças.
A corveta era equipada com dois canhões Whitworth de 120 libras e dois canhões de calibre 68. O cinturão na linha d'água de ferro forjado variava de 114 milímetros à meia-nau a 76 milímetros nas extremidades.

## Construção
O governo paraguaio encomendou cinco encouraçados a estaleiros europeus, quatro britânicos (Meduza, Triton, Bellona e Minerva) e um francês (Nêmesis). Ao longo do ano de 1865, o governo brasileiro disponibilizou créditos à marinha para a compra desses navios, visto que o Paraguai já não conseguia efetuar o pagamento por eles devido à Guerra da Tríplice Aliança. Na armada imperial, o encouraçado Triton foi batizado de Mariz e Barros, em homenagem ao Primeiro Tenente Antônio Carlos Mariz e Barros, filho do ex-Ministro da Marinha Joaquim José Inácio. Mariz e Barros morreu por complicações após ser ferido por estilhaços causados por um projétil vindo da bateria da fortaleza de Itapirú que atingiu o encouraçado Tamandaré, que comandava, e que vitimara também outros 33 que o guarnecia.
Mariz e Barros foi construído no estaleiro inglês J. and G. Rennie e adquirido pelo Brasil em 1865. Pertencia a mesma classe da Corveta Encouraçada Herval. O navio chegou ao Brasil em 8 de julho de 1866, sendo incorporado à Armada no dia 23, sob o comando do Capitão-Tenente Silvino José de Carvalho Rocha.

## Serviço
O primeiro contato do Mariz e Barros com a Guerra do Paraguai se deu em 2 de fevereiro de 1867, quando o navio e mais outros sete encouraçados e quatro embarcações de madeira, frota sob comando do vice-almirante Joaquim José Inácio, atacaram a fortaleza de Curupaití, com apoio de atiradores aliados da fortaleza de Curuzú, tomado meses antes, e também do 48.º Corpo de Voluntários da Pátria. Em simultâneo, uma frota de seis canhoneiras e lanchas sob a liderança do Chefe de Divisão Elisiário dos Santos, de uma outra posição da fortaleza, lançou cerca de 300 bombas sobre o alvo. Não há registro de baixas no Mariz e Barros, mas houve ao menos 14 na armada que incluiu a morte do capitão do encouraçado Silvado. Entre os paraguaios houve muitas baixas e o comandante da fortaleza general José E. Diaz ficou gravemente ferido. Curupaití voltou a ser atacada pela frota de Inácio no dia 29 de maio.
Após essas operações e algumas outras realizadas por outros encouraçados, Mariz e Barros integrou-se à frota ordenada a forçar a passagem da fortaleza no dia 15 de agosto. A esquadra imperial foi organizada do seguinte modo: Comandante-chefe da operação Vice-almirante Joaquim José Inácio; à frente da esquadra estaria a 3.ª Divisão de Encouraçados, sob comando do Capitão de Fragata Joaquim Rodrigues da Costa, composta pelo Brasil, Tamandaré, Colombo, Bahia e Mariz e Barros. À retaguarda, estaria a 1.ª Divisão de Encouraçados, sob comando do Capitão de Mar e Guerra Francisco Cordeiro Torres e Alvim, composta pelo Cabral, Barroso, Herval, Silvado e Lima Barros. Para fornecer fogo de supressão aos encouraçados, estaria a divisão do Chefe de Divisão Elisiário Antônio dos Santos composta pelos navios de madeira Recife, Beberibe, Parnaíba, Iguatemi, Ipiranga, Magé, Forte de Coimbra e Pedro Afonso. Em contrapartida, os defensores paraguaios estavam organizados do seguinte modo: Comandante-chefe da Defesa de Curupaiti Coronel Paulino Alén; baterias compostas por 29 canhões, sendo um de calibre 80, chamado de El Cristiano, e 28 de calibres 32 e 68; guarnição composta por 300 artilheiros apoiados pelo 4.º batalhão de 800 homens e um esquadrão de cavalaria.

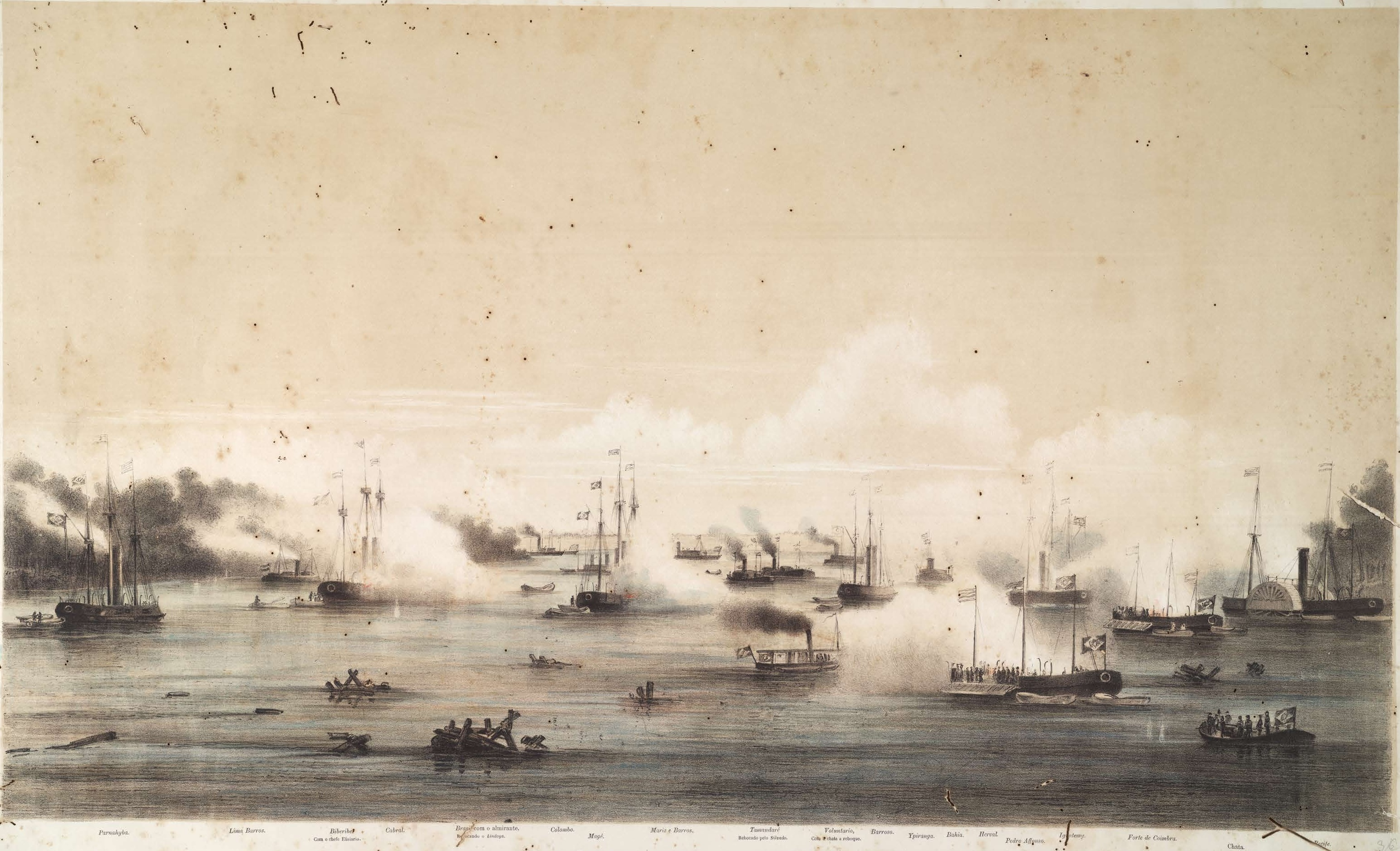
Transposição de Curupaití em 15 de agosto de 1867

Sob comando do capitão tenente Neto de Mendonça, o Mariz e Barros iniciou a passagem às 6h40 do dia 15. Para total surpresa dos paraguaios, a transposição dos encouraçados imperiais ocorreu em uma passagem próxima dos seus canhões ao invés do canal mais distante, porém cheia de obstáculos. A proximidade dos navios aos canhões permitia que a fuzilaria ocorresse à queima-roupa, impactando praticamente todos os projéteis lançados por eles. Apesar disso, a esquadra imperial conseguiu efetuar a passagem sem grandes danos aos navios e com poucas baixas entre as tripulações. A transposição durou cerca de duas horas e foi acusado três mortos e 22 feridos aos brasileiros.
O próximo obstáculo da esquadra encouraçada foi a fortaleza de Humaitá. A passagem desta ocorreu no dia 19 de fevereiro de 1868, com o Mariz e Barros atuando na proteção dos depósitos e hospitais de sangue do Porto Elisiário, que ficava entre as duas fortalezas na margem direita do rio Paraguai. Alguns dias depois, em 2 de março, o encouraçado se encontrava à foz do rio do Ouro, que desagua no Paraguai, juntos de outros que haviam passado Curupaití, quando ocorreu a tentativa de abordagem dos encouraçados Cabral e Lima Barros por parte dos paraguaios em canoas. Entretanto, esta foi frustrada pela rápida chegada dos encouraçados Herval e Silvado, que ajudaram a fustigá-los de lá. O Mariz e Barros e o Brasil chegaram logo em seguida, conseguindo dominar os últimos inimigos. Cerca de um mês depois, o Mariz e Barros contribuiu no bombardeio de Humaitá em preparação para um grande ataque da esquadra e das forças terrestres aliadas à fortaleza que ocorreria em julho.
Uma segunda passagem pelo forte foi planejada para reforçar a frota que o havia transporto em fevereiro, devido à informação de que os paraguaios planejavam tentar abordar essa divisão avançada com quatros vapores que sobraram de sua esquadra e para ter uma força naval maior para operar no rio Tebiquary onde sabia-se que havia mais uma fortificação. O encouraçados escolhidos para a passagem foram o Cabral, Silvado e Piauí. A transposição ocorreu em 21 de julho, com o Cabral na liderança, porém devido ao mau governo do navio acabou abalroando o Lima Barros, que atuava como suporte, e teve que parar para reparos. Silvado e Piauí conseguiram efetuar a passagem, e o Cabral o fez algum tempo depois. Nessa operação, o Mariz e Barros contribuiu fornecendo fogo de supressão.
No início de outubro, a esquadra iniciou ataque sobre o forte de Angostura. A 1, alguns encouraçados forçaram a passagem e outros navios bombardearam a linha fortificada que margeava o arroio Piquissiri. Entre os dias 5 e 28, o baluarte seria fortemente atacado pelos navios brasileiros. O Mariz e Barros participou da ação apenas no dia 19 de novembro, quando efetuou diversos disparos contra as baterias do forte, com apoio de outras embarcações. A corveta encouraçada retornou fogo à posição defensiva no dia 9 de dezembro. Na ocasião, os paraguaios devolveram forte bombardeio contra o Mariz e Barros, o que ocasionou na morte do capitão Augusto Neto de Mendonça e 12 feridos entre a tripulação. Em algum momento após essa ação, o Mariz e Barros se encontrava adiante do forte. Em 16, a corveta retrocedeu o passo, forçando a transposição rio abaixo. Três dias depois, voltou a forçar a passagem de Angostura com apoio do Silvado que também havia retrocedido dias antes. Por fim, os paraguaios que defendiam o forte se renderam às forças aliadas no dia 30.
Após a conquista de Assunção, em 1 de janeiro de 1869, os já desgastados encouraçados de grande porte, como o Mariz e Barros, não tinham mais tanta utilidade no conflito, com os combates navais ocorrendo, a partir de então, em pequenos arroios muito estreitos. Os navios foram chamados de volta para o Rio de Janeiro, onde passaram por grandes obras de reparo. No início da década de 1870, o comando naval imperial começou a distribuir os encouraçados pelos vários distritos navais de defesa de portos do Brasil. Mariz e Barros e seu navio-irmão Herval foram designados para o 2.º Distrito Naval que patrulhava a costa da fronteira entre às províncias do Rio de Janeiro e Espírito Santo até a cidade de Mossoró, no Rio Grande do Norte. Há poucos registros do Mariz e Barros após sua última comissão. Em 1884, foi transformado em bateria flutuante com o objetivo de defender o Arsenal de Marinha de Ladário, na província de Mato Grosso. Por fim, foi desativado em 23 de julho de 1897.